# Belgique au Concours Eurovision de la chanson 1975
La Belgique a participé au Concours Eurovision de la chanson 1975 le 22 mars à Stockholm, en Suède. C'est la 20e participation belge au Concours Eurovision de la chanson.
Le pays est représenté par la chanteuse Ann Christy et la chanson Gelukkig zijn, sélectionnées par la Belgische Radio- en Televisieomroep (BRT) au moyen d'une finale nationale.

## Sélection

### Eurosong 1975
Le radiodiffuseur belge pour les émissions néerlandophones, la Belgische Radio- en Televisieomroep (BRT, prédécesseur de la VRT), organise la première édition de la finale nationale Eurosong pour sélectionner l'artiste et la chanson représentant la Belgique au Concours Eurovision de la chanson 1975.
L'Eurosong 1975, présenté par Jan Theys (nl), a lieu le 1er mars 1975 au Théâtre américain dans la section de Laeken à Bruxelles.
La finale nationale belge était précédée de sept demi-finales comprenant au total 70 chansons. Les demi-finales ont débuté en novembre 1974 ayant toutes également lieu au Théâtre américain. Les détails concernant les demi-finales sont à ce jour inconnus.
Les chansons sont toutes interprétées en néerlandais, l'une des trois langues officielles de la Belgique.
Lors de cette sélection, c'est la chanson Gelukkig zijn, interprétée par Ann Christy, qui fut choisie, avec Francis Bay comme chef d'orchestre.
Micha Marah, participante à cette sélection nationale, représentera la Belgique au Concours Eurovision de la chanson 1979.

#### Finale
| Ordre | Artiste                   | Chanson                           | Traduction                          | Points | Place |
| ----- | ------------------------- | --------------------------------- | ----------------------------------- | ------ | ----- |
| 1     | Ann Christy               | Als je eenzaam bent               | Quand tu es seul                    | 765    | 3     |
| 2     | Ann Michel                | Mijn gentleman                    | Mon gentleman                       | 598    | 10    |
| 3     | Joe Harris                | Het is zo goed weer thuis te zijn | C'est si bon de revenir à la maison | 600    | 9     |
| 4     | Ingriani                  | Dan zal ik dansen                 | Alors je dois danser                | 744    | 4     |
| 5     | Micha Marah               | Kom bij mij                       | Viens à moi                         | 695    | 7     |
| 6     | Rita Deneve               | Dans dans mama                    | Danse danse maman                   | 727    | 6     |
| 7     | Ann Michel                | Alleen voortaan                   | Seul désormais                      | 626    | 8     |
| 8     | Ingriani                  | Hey Hey Dandy Man                 | Hé hé l'homme élégant               | 767    | 2     |
| 9     | Ann Christy               | Gelukkig zijn                     | Être heureux                        | 825    | 1     |
| 10    | Micha Marah & The Pebbles | 't Is over                        | C'est fini                          | 735    | 5     |

## À l'Eurovision

### Points attribués par la Belgique
| 12 points | Irlande     |
| 10 points | Royaume-Uni |
| 8 points  | Suisse      |
| 7 points  | Malte       |
| 6 points  | Italie      |
| 5 points  | Yougoslavie |
| 4 points  | Espagne     |
| 3 points  | Pays-Bas    |
| 2 points  | France      |
| 1 point   | Israël      |

### Points attribués à la Belgique
| 12 points  | 10 points | 8 points      | 7 points    | 6 points |
| ---------- | --------- | ------------- | ----------- | -------- |
|            |           |               | - Allemagne |          |
| 5 points   | 4 points  | 3 points      | 2 points    | 1 point  |
| - Pays-Bas |           | - Yougoslavie | - Suède     |          |

Ann Christy interprète Gelukkig zijn en 11e position lors de la soirée du concours, suivant Malte et précédant Israël.
Au terme du vote final, la Belgique termine 15e sur les 19 pays participants, ayant reçu 17 points,.